# Вишеград (нишавски)
Вишеград је тврђава која се налази источно од Ниша код Сићева на Нишави. Данас има остатака тврђаве.